# صندوق الجزيرة ريت
صندوق الجزيرة ريت صندوق عقاري مدر للدخل سعودي تنشط في مجال شراء العقارات وتأجيرها، يبلغ رأس ماله 118 مليون ريال سعودي (31 مليون دولار)، مدرج في سوق الأسهم السعودي منذ 2017. الصندوق هو صندوق استثمار عقاري مغلق متداول يهدف إلى الاستثمار في عقارات مطورة تطويراً إنشائياً تحقق دخلاً دورياً، وتوزع نسبة لا تقل عن 90% من صافي أرباح الصندوق نقداً على المستثمرين، مرة واحدة سنوياً بحد أدنى خلال الربع الثالث من كل عام في حال اكتمال تحصيل الإيجارات.